# بيت كاحل
بيت كاحل هي بلدة فلسطينية تقع إلى الشمال الغربي من الخليل على بعد ستة كيلومترات من مركز المدينة، وتبعد عن مدينة القدس المحتلة 32 كيلومتر، وترتفع عن سطح البحر بمعدل 830 متر، وتبلغ مساحتها حوالي تسعة آلاف دونم. وقد ذكرت في كتاب بلادنا فلسطين لمصطفى مراد الدباغ حيث استهل مقالته عنها فكتب: (يقال " كحَّل الرجل " جعل الكُحْلَ في عينيه. فهو كاحل" والكحّال من يداوي العين بالكُحل. ولفظ الكحل سامي مشترك. لعلّ قريتنا كانت بيتاً لمن يداوي النّاس بالكحل.). لا يعرف سبب التسمية من مصادر مدونه عدا تلك القصص المتداولة على الألسنة مثل؛ أنها سميت على أسم أول من سكنها في العصر الحديث وبنى بها بيتا وكان اسمه كاحل، فقالو بيت كاحل، وآخر يقول أنها كانت مشهورة بصناعة كُحل العين، أو لعل الدباغ كان على صواب حين قال أن بيت كاحل كانت بيتا لمن يداوي العين بالكحل.

## الموقع الجغرافي
تقع شمال غرب مدينة الخليل على سفح جبل ممتدّ باتّجاه الغرب، وتمتد أراضيها التي تبلغ مساحتها تقريبا9000 دونم حتى حلحول شمالا ومدينة الخليل من الشرق والجنوب وقرية بيت أولا وترقوميا من الغرب. ويتبع للبلدة عدة خرب وهي:
- خربة جمرورة التي تبلغ مساحتها الإجمالية 5000 دونم وهي منفصلة جغرافيا عن البلدة ومعظمها أراضي سهلية وبها عدة ينابيع. تقع بين عدة قرى هي ترقوميا من الشرق وبيت أولا من الشمال وإذنا من الجنوب وأراضي 48 من الغرب أو بيت جبرين.
- خربة البعارنة وتقع في الجنوب الشرقي من القرية وتحتوي على صهاريج وأسس ومدفن ومغر بالإضافة إلى معصرة بالجهة الشمالية. وقد ذكر الدباغ في كتابه بلادنا فلسطين إلى أن أصل عائلة «بعارة» في نابلس وشرقي الأردن ربما يعود إلى هذه المنطقة.[4]
- خربة طيرة تقع في الجهة الغربية من القرية.
- خربة الصفا تقبع أيضا في الجهة الغربية من القرية وبها منتزه يعتبر موقع سياحي يرتاده السياح من جميع أنحاء المحافظة. ويوجد بها كذلك مغارة أثرية يبلغ ارتفاع مدخلها حوالي 15م ويتراوح عمقها عدة مئات من الأمتار، ويوجد بداخلها تصاميم هندسية وغرف وحوانيت يعتقد بانها كانت سوق تجاري، وبها أيضا بركة مياه وأماكن لربط الخيل، ولا يوجد أي تاريخ مدون عن هذه المغارة.

## معالم طبيعية وسياحية
تمتاز البلدة بطبيعة جميلة وتعتبر مركز جذب سياحي لكافة سكان محافظة الخليل، وذلك بحكم الموقع المرتفع نسبيا الذي تَقبع عليه البلدة، وكونه لا يفصلها عن الساحل الفلسطيني سوى أراضي سهلية وبعض الهضاب، مما يجعل لها إطلاله ساحرة على البحر الأبيض المتوسّط. بالإضافة إلى وجود منطقة حرجية غرب البلدة هي أحراش واد القف والتي تعد أكبر المناطق الحرجية وواحدة من أهم المحميات الطبيعية في الضفة الغربية، والتي تتضمن واد الباذان في نابلس ومحمية القرن ببيت أمر ومحمية ام التوت في جنين.

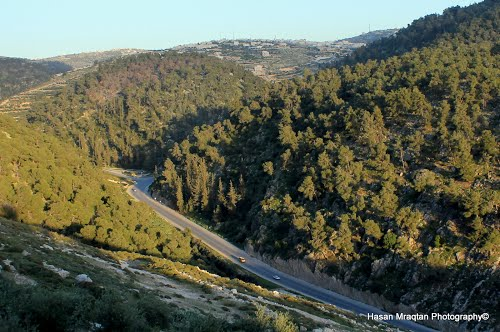
صورة لمنطقة واد القف الحرجية.

قام المجلس القروي سنه 2003 وبدعم وتخطيط من الوكالة الأمريكية للتنمية الدولية بإنشاء حديقة في حدود المنطقة الحرجية في البلدة وأطلق عليها اسم حديقة الصفا العامة وسميت فيما بعد بمنتزه وملاهي الصفا السياحي والذي يعتبر نقطة جذب للسياحة الداخلية ولإقامة الكثير من الأنشطة والفعاليات من المؤسسات المحلية. كانت فكرة الحديقة تقوم على إنشاء منطقة ترفيهية للبلدة في المنطقة الحرجية ولكن بشرط عدم التأثير على النظام الحيوي للأحراش وعدم قطع أو المساس بأي شجرة لتبقى صديقة للبيئة. قام بعض سكان البلدة أيضا بإنشاء منتزه ومسبح خاص، أطلق عليه اسم منتزه الكرمل ويحوي بشكل أساسي على مسبح كبير ذو مواصفات أولمبية.

## السكان
يبلغ عدد سكانها حوالي سبعة ألف نسمة.

### الديانة
يَنتمي جميع السكان للديانة الإسلامية السُنية، حيثُ هنالك ثلاثة مساجد في البلدة وَهيَ من الشرق إلى الغرب كالتالي: مَسجد الشهيد حسن البنا وَمسجد الرحمن وَمسجد الشُهداء.

### الحياة السياسة
يَنشط سكان البلدة سياسياً وَينتمي جُلُهم إلى حزبين سياسيين فِي فلسطين، وَهُما حركة التحرير الوطني الفلسطيني (فتح) وَحركة المقاومة الإسلامية (حماس)، بالإضافة لِتواجد واضح للأحزاب السياسية الأُخرى مِثل: حَركة الجهاد الإسلامي وَحزب الشعب الفلسطيني، بِالإضافة إلى الجبهة الديمقراطية وَجبهة النضال الشعبي الفلسطيني وَغيرها.

### الحياة الثقافة
بَرُزت الحياة الثقافية في بيت كاحل بشكل فردي ما بين شاعر وكاتب وفنان إلى أن قام نخبة من مبدعي البلدة بتنظيم أول ندوة ثقافية في البلدة بتاريخ 06/03/2016 وذلك بالتعاون ما بين المجلس القروي في البلدة ومركز السنابل للدراسات والتراث الشعبي بإدارة الدكتور إدريس جرادات، وذلك بهدف للعمل على توثيق تاريخ وتراث وحضارة البلدة. من أبرز أدباء القرية الشاعر على كنعان (الزهور) عضو رابطة شعراء العرب[بحاجة لمصدر] وصاحب الديوان الشعري «أحياء في توابيت» والذي كان قد تأهل للمشاركة في مسابقة «أمير الشعراء». وكذلك الشاعرة والكاتبة وفاء اِبريِوشْ صاحبة الديوان الشعري «برد دافئ».

## الدخل السكاني
تُعتبر الوظائف الحُكومية في قطاعي التعليم وَالأجهزة الأمنية فِي السلطة الوطنية الفلسطينية مِن أهم ما يعمل به سُكان البلدة، وَتُعد الزراعة ثاني أهم قطاع يعمل به سكان البلدة، وَذلك نظراً لِمناخ بيت كاحل الحار جاف صَيفاً، وَالبارد ماطر شتاءاً، إضافةً إلى وجود العديد من ينابيع وآبار المياه فيها منها عَين الفوار وبئر البلد، ومن أهم المحاصيل الزراعية التي تنتجها القرية: الزيتون، واللوزيات، والعنب، والقمح والشعير والعدس، والخضار وَالفواكه، عدا عن تربية المواشي المختلفة وَالدواجن، فيما يعمل عدد آخر من السكان بِالتجارة والصناعة حيثُ يُوجد في القرية العديد من الشركات التجارية ومحلات المواد التموينية ومواد البناء، بالإضافة إلى العديد من المصانع.

## التعليم
يَهتم سُكان البلدة بالتعليم بشكلٍ ملحوظ، حيث أَصبحت البلدة ذَات أعلى نسبة تعليم على مستوى مُحافظة الخليل،[بحاجة لمصدر] وَيتركز تعليم أبناء البلدة في مجالات عدة منها العلوم الطبيعية وَالهندسة وَالطب، حيثُ ينتسب مُعظم طلبة البلدة إلى الجامعات الفلسطينية فِي الضفة الغربية بينما يتجه البعض الآخر إلى الجامعات العربية في مصر وَالأردن وَاليمن وَكذلك الجامعات الغربية في أوكرانيا وَألمانيا وَالولايات المتحدة الأمريكية وَغيرها من الجامعات، وأيضاً هُناك العديد من أبناء البلدة الحاصلين على شهادات الدراسات العليا كالماجستير وَالدكتوراة.
يُوجد في البلدة سبع مدارس، وجميعها حكومية تابعة لوزارة التربية والتعليم العالي الفلسطينية، وهيَ:
1. مدرسة الشهيد المُعلم داوود العطاونة الثانوية للبنين.
2. مدرسة بيت كاحل الأساسية للبنين.
3. مدرسة نصار العصافرة الثانوية للبنات.
4. مدرسة بيت كاحل الأساسية للبنات.
5. مدرسة يافا الأساسية للبنات.
6. مدرسة الاستقلال الأساسية للبنين.
7. مدرسة المتنبي الأساسية للبنين.

## الآثار
تَحتوي البَلدة على عَدد من الآثار المُنتمية للتراث الروماني وَمنها: الزيتون الروماني وَبعض المباني القديمة، وَ مقام الشيخ مغازي، وَفي عام 2012 تم اكتشاف توابيت تعود إلى العهد الروماني وكانت تحتوي على عظام تعود إلى جثث لملوك وَأغنياء رومان.[بحاجة لمصدر]

## شخصيات من البلدة

### شخصيات علمية
- البروفيسور أحمد عطاونة رئيس سابق لجامعة الخليل.[16]
- الدكتور زياد عبد العزيز الزهور البروفيسور المساعد ورئيس قسم العلوم الأساسية والإنسانية في جامعة الدمام، نشر الدكتور الزهور أكثر من 37 مقالاً وورقة علمية في مجلات محكمة، في مواضيع متعددة في علم الرياضيات: Fractional Calculus، System of matrix Differential Equations، Generalized Inverses، كما عمل الدكتور الزهور كعضو في هيئة التحرير والمراجعة في أكثر من 20 مجلة محكمة.[17]
- الدكتور عيسى الجودى باحث علمي مرموق في جامعة حمد بن خليفة في قطر، حيث أدى تطويره مع فريق بحث علمي لأنظمة الكشف والحماية على شبكة الإنترنت إلى حدث صحفي تداولته صحف الخليج العربي.[18][19]
- الدكتور ماهر الجودي استشاري في جراحة القلب والأوعية الدموية والذي يعمل حاليا في تركيا.[20]

### شخصيات نضالية
- الشهيد عبد الرحيم حسن العطاونة، استشهد بتاريخ 12/6/1967 م.[بحاجة لمصدر]
- الشهيد عبد الرحيم عبد الفتاح ابريوش، استشهد بتاريخ 25/2/1968 م.[بحاجة لمصدر]
- الشهيد داوود محمد العطاونة، استشهد بتاريخ 19/6/1982 م.[21] وقد أطلق اسمه على المدرسة الثانوية للبنين في البلدة.
- الشهيد فواز سليمان الزهور، استشهد بتاريخ:31/8/1983 م.[بحاجة لمصدر]
- الشهيد محمد سليمان العطاونة، استشهد بتاريخ 5/3/2002 م.[22]
- الشهيد طه عزات العصافرة، استشهد بتاريخ 29/12/2005 م.[بحاجة لمصدر]
- الشهيد زياد علي الزهور، استشهد بتاريخ 19/1/2006 م.[بحاجة لمصدر]
- الشهيد عبد الله علي العطاونة، استشهد بتاريخ 2/12/2010 م.[بحاجة لمصدر]
- الشهيد منتصر نعيم العطاونة، شهيد علم استشهد باليمن بتاريخ 2/2/2015 م.[23]

## روابط خارِجية
- مجلة الفاتح - بيت كاحل
- Beit Kahil Fact Sheet
- Beit Kahil Village Profile